# ANSWER (ViViDの曲)
「ANSWER」（アンサー）は、日本のヴィジュアル系ロックバンド・ViViDのメジャー6作目（通算10作目）のシングル。

## 概要
- 前作「REAL」から約11か月ぶりのシングル。
- メジャーデビュー後としては初となるノンタイアップシングルで、カップリング曲も収録されなかった。
- 初回生産限定盤と通常盤の2形態で発売され、初回生産限定盤には特典として、6種類のジャケットカード、別冊フォトブックレット、5種類のピクチャーレーベルランダム仕様が同梱された[1]。
- オリコンチャート初登場7位を獲得。6作連続でのトップ10入りを果たした。

## 収録曲
| 全作曲: イヴ。 |                                                            |           |            |                 |      |
| #              | タイトル                                                   | 作詞      | 作曲・編曲 | 編曲            | 時間 |
| 1.             | 「ANSWER」                                                 | シン      | イヴ       | ViViD、岸利至   | 4:42 |
| 2.             | 「ANSWER (Instrumental)」                                  |           | イヴ       | ViViD、岸利至   | 4:42 |
| 3.             | 「REAL Live Ver. (at 東京国際フォーラム on July 1, 2012)」 | シン      | イヴ       | ViViD、宅見将典 | 4:16 |
| 合計時間:      | 合計時間:                                                  | 合計時間: | 合計時間:  | 13:40           |      |

### 解説
1. ANSWER
2. ANSWER (Instrumental)
初回生産限定盤にのみ収録されている、表題曲のインストゥルメンタル。
3. REAL Live Ver. (at 東京国際フォーラム on July 1, 2012)
初回生産限定盤にのみ収録されている、2012年7月1日に東京国際フォーラム・ホールAで開催された『ViViD TOUR 2012「Welcome to the ROCK★SHOW」』でのライブ音源。

## 参加ミュージシャン
ViViD
- シン：Vocal
- 零乃：Guitar
- 怜我：Guitar
- イヴ：Bass
- Ko-ki：Drums

Support Musician
- 岸利至：Keyboard & Programming

## 収録アルバム
- THE PENDULUM (#1)
- ViViD THE BEST (#1)